# 勾菊石亞目
勾菊石亞目（學名：Ancyloceratina）是一類多樣化的菊石，菊石目下弛菊石亞目的近親。牠們於中生代侏羅紀晚期開始演化，至白堊紀期間非常普遍及多樣化,至新生代古新世灭绝。牠們遍佈各大洲，可以作為指準化石。大部份勾菊石亞目的殼都不是螺旋狀，故屬於異形菊石。

## 特徵

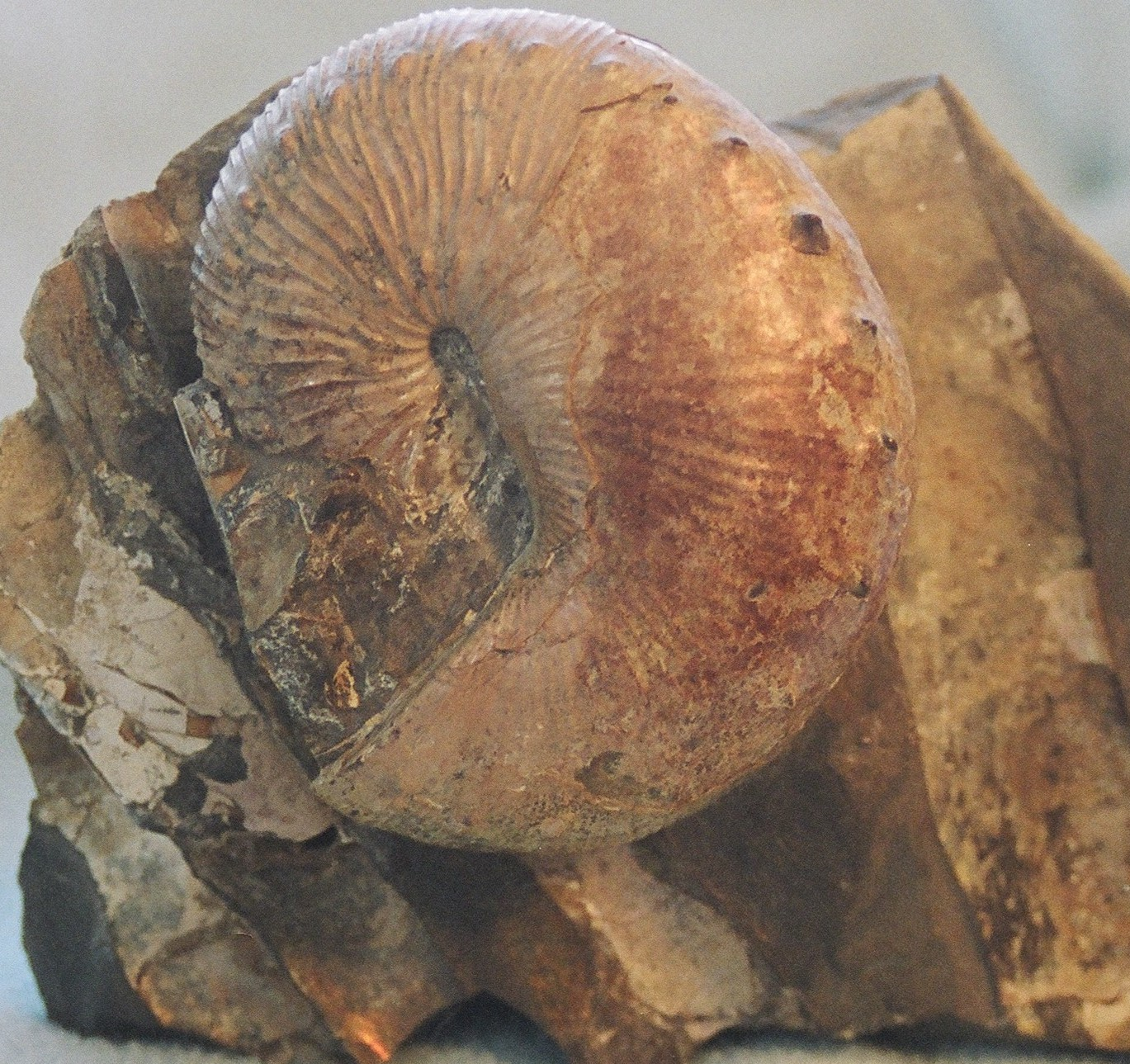
美國南達科他州發現的裝甲船菊石化石。

較原始的勾菊石亞目的形狀接近完整的螺旋，只是在最末及外端開放，像螺旋下的一個鉤。以這種形狀而言，螺旋的部份就是浮起的部份，而鉤就是住室。例子包括鉤菊石、Protanisoceras及Tropaeum。較後期的形態與之有甚大的差別。例如Ptychoceras的殼就有三或四個擠在一起及互相連接的筒。鉤角石的形狀就像是一個回形針。
到了白堊紀晚期，牠們的形狀更為多變，甚至有完全筆直的桿菊石及Sciponoceras、扭轉螺旋狀的塔菊石、奇形怪狀的日本菊石等。一些形態是綜合了多個形狀，例如念珠菊石，開始是像塔菊石的螺旋形，底下是像鉤菊石較水平的鉤。
並非所有勾菊石亞目的形狀都如此特殊的。很多早期的形態甚至很難於普遍的菊石目分辨出來。一些展開的分支後來也取回螺旋的形狀，最著名的包括船菊石、裝甲船菊石及其親屬。

## 生態
勾菊石亞目的生態不明，但有一點可以肯定的是展開形態的並不適合游泳。一些擁有開放式殼的物種游動時很容易製造出漩渦，而其殼也是浮在軟體之上，對游泳造成極大的阻礙。所以，牠們很有可能只是浮游的，以長觸手來捕捉細小獵物；又或是底棲的。

## 大小及分佈
勾菊石亞目的大小差異很大：最細小的Ptychoceras只有約3厘米長；而桿菊石及Diplomoceras就可以長達1-2米。一些物種如鉤角石就廣泛分佈在歐亞大陸、南美洲及南極洲；而另一些就可能只限於西部內陸海道。

## 外部連結
- （英文）白堊紀異形菊石的研究 （页面存档备份，存于）

1. ↑  Machalski, Marcin; Heinberg, Claus. . Bulletin of the Geological Society of Denmark. 2005-12-31, 52: 97–111  [2023-01-07]. ISSN 2245-7070. doi:10.37570/bgsd-2005-52-08. （原始内容存档于2021-11-27） （英语）.
2. ↑  Landman, Neil H.; Garb, Matthew P.; Rovelli, Remy; Ebel, Denton S.; Edwards, Lucy E. . Acta Palaeontologica Polonica. December 2012, 57 (4): 703–715  [2023-01-07]. ISSN 0567-7920. doi:10.4202/app.2011.0068. （原始内容存档于2023-01-07） （英语）.